# Aramuna
Bocula là một chi bướm đêm thuộc họ Noctuidae.